# Xpeng G3
XPeng G3 - компактний електромобіль-кросовер виробництва компанії XPeng Motors.

## Історія
XPeng G3 дебютував у січні 2018 року на виставці CES у Лас-Вегасі. На думку компанії XPeng, G3 означає Geek3. Назва була обрана після краудсорсингового конкурсу імен. У липні 2019 року була випущена модель G3 Long Range із запасом ходу 520 км. Запас ходу оригінальної моделі становить 401 км.

З 2020 року XPeng G3 експортується в Норвегію. У грудні 2023 року Xpeng оголосила про припинення виробництва G3 та G3i до 2024 року. 

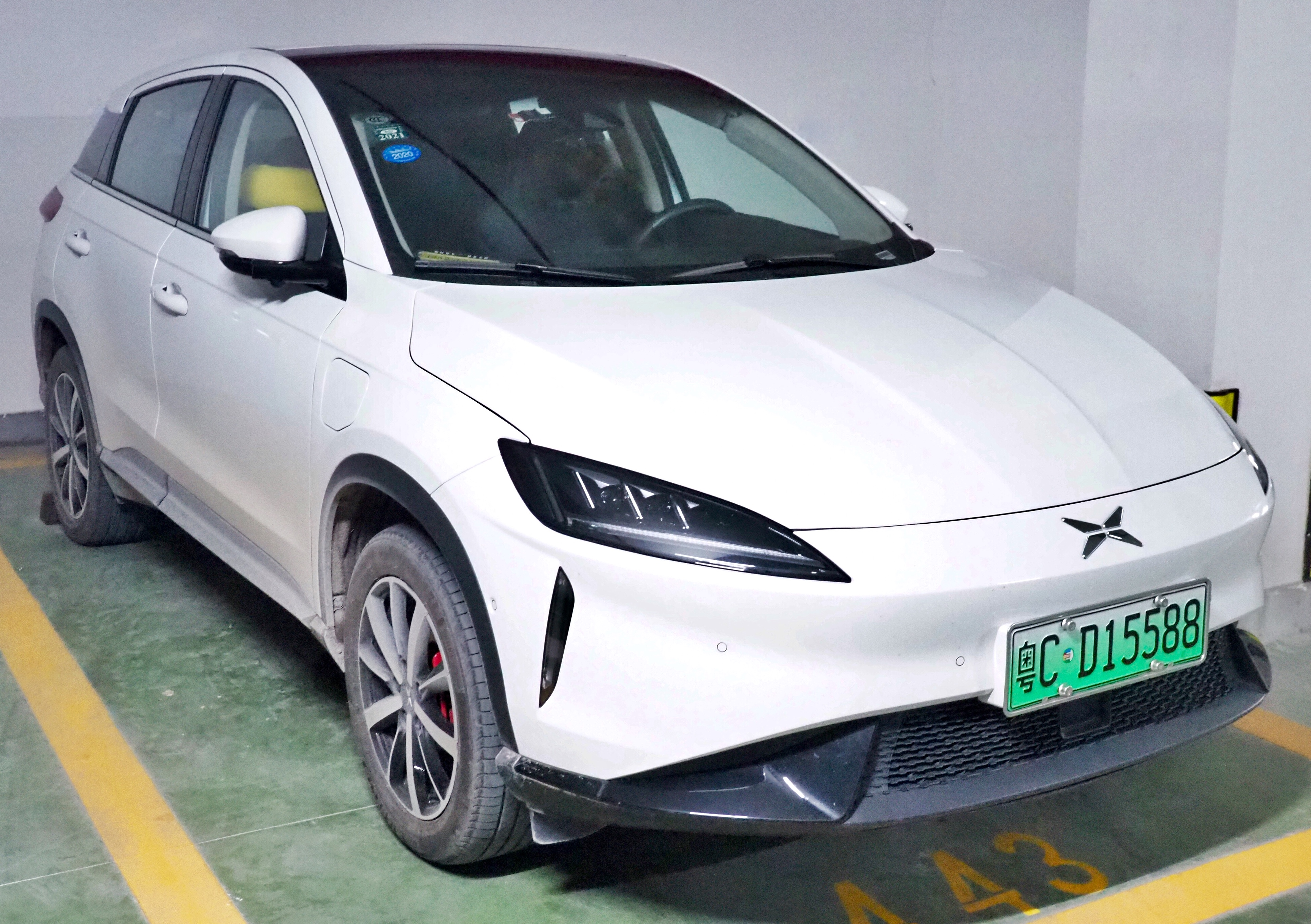
Вид спереду
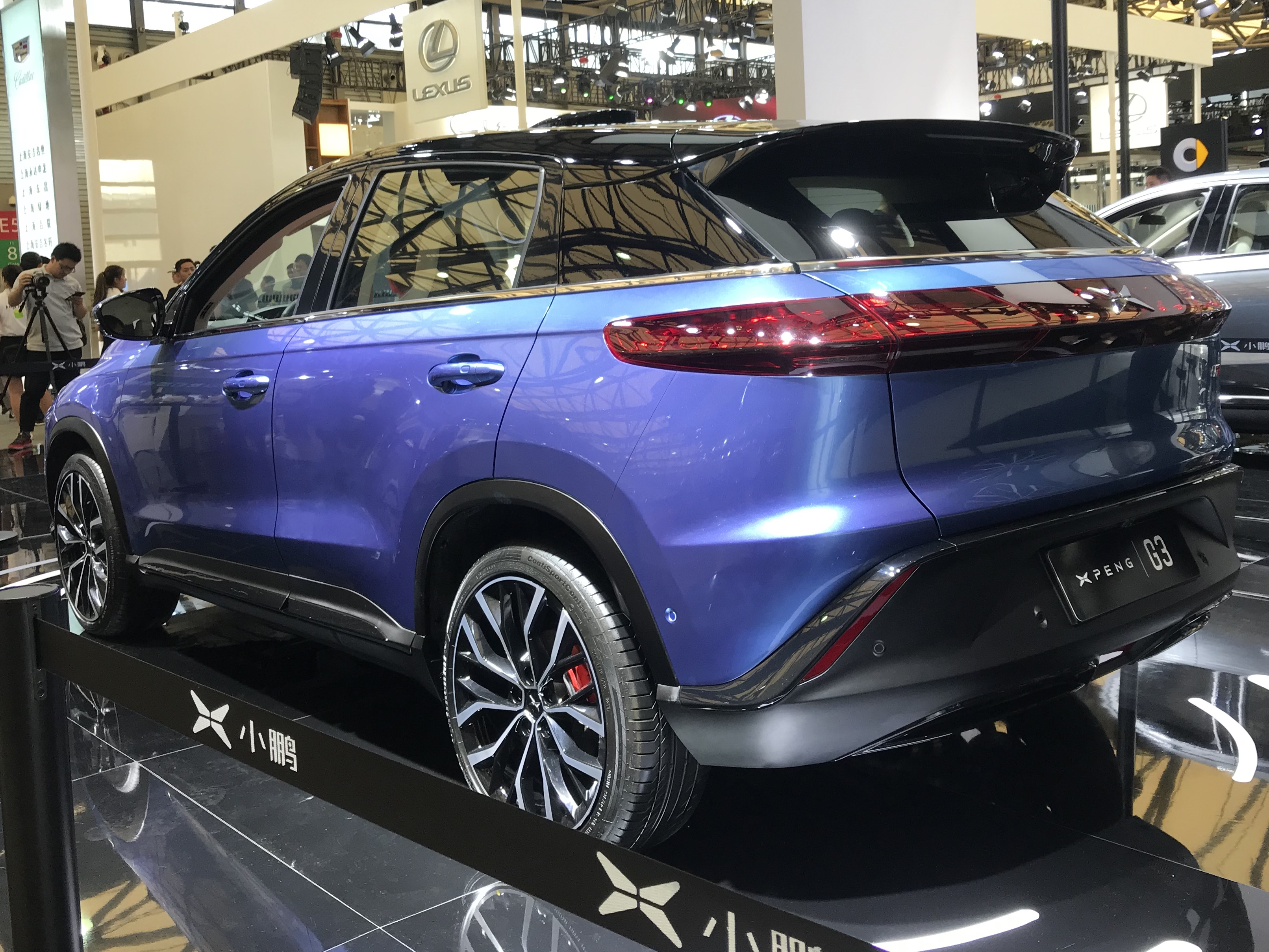
Вид ззаду

## XPeng G3i
9 липня 2021 року XPeng G3 пройшов рестайлінг і став називатися XPeng G3i. Як і XPeng P7, автомобіль оснащений оновленою інтелектуальною операційною системою для автомобіля (Xmart OS) та системами автономної допомоги при керуванні XPILOT 2.5.

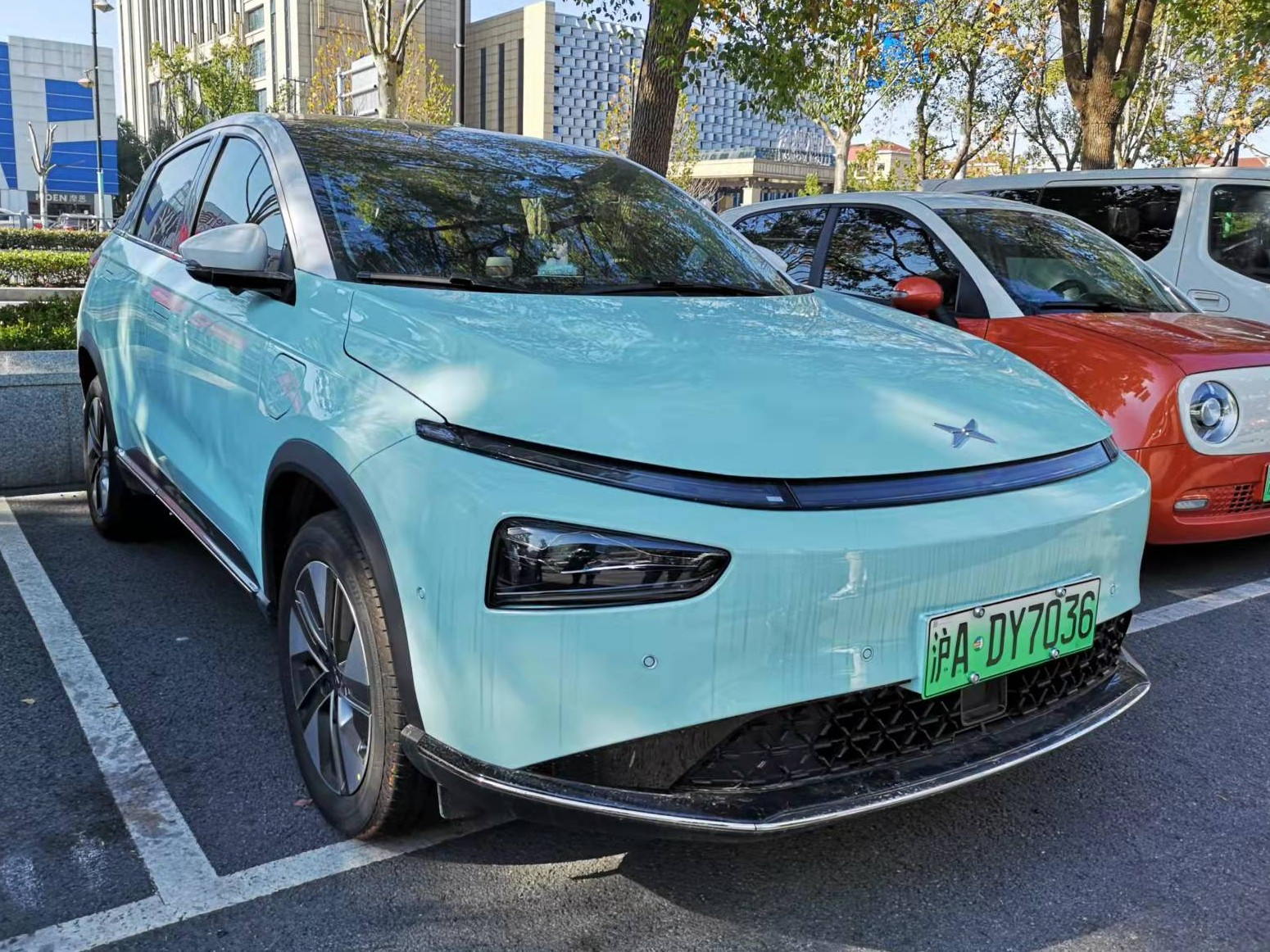
Вид спереду
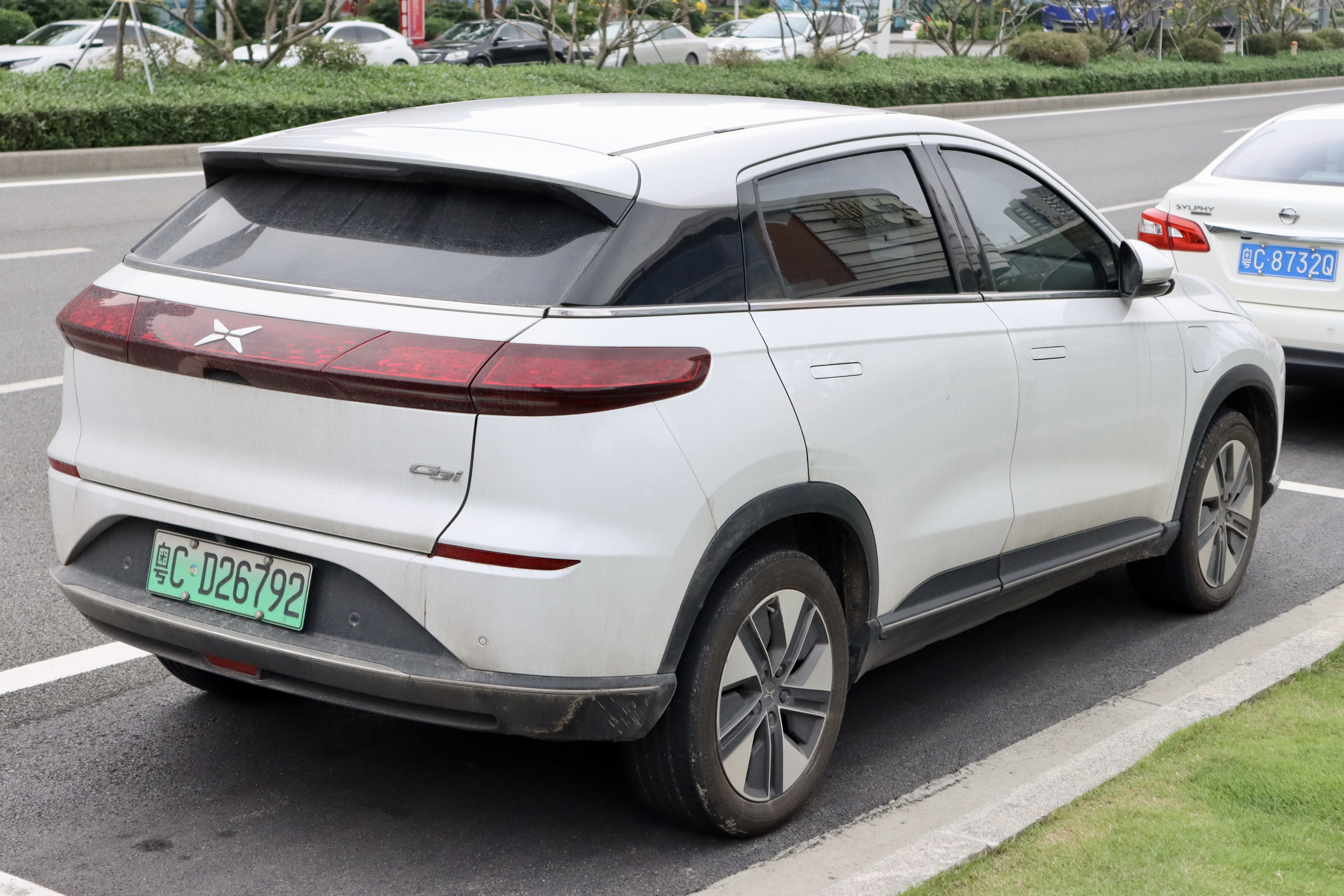
Вид ззаду

## XPeng Identy X
XPeng Identy X оснащений акумулятором Samsung 18650 з енергією щільністю 152 Втч/кг. Запас ходу автомобіля складає 300 км (190 миль). Розгін до 100 км/год (0-62 миль/год) займає 5,8 секунд або 7,9 секунд (у передньопривідного). 

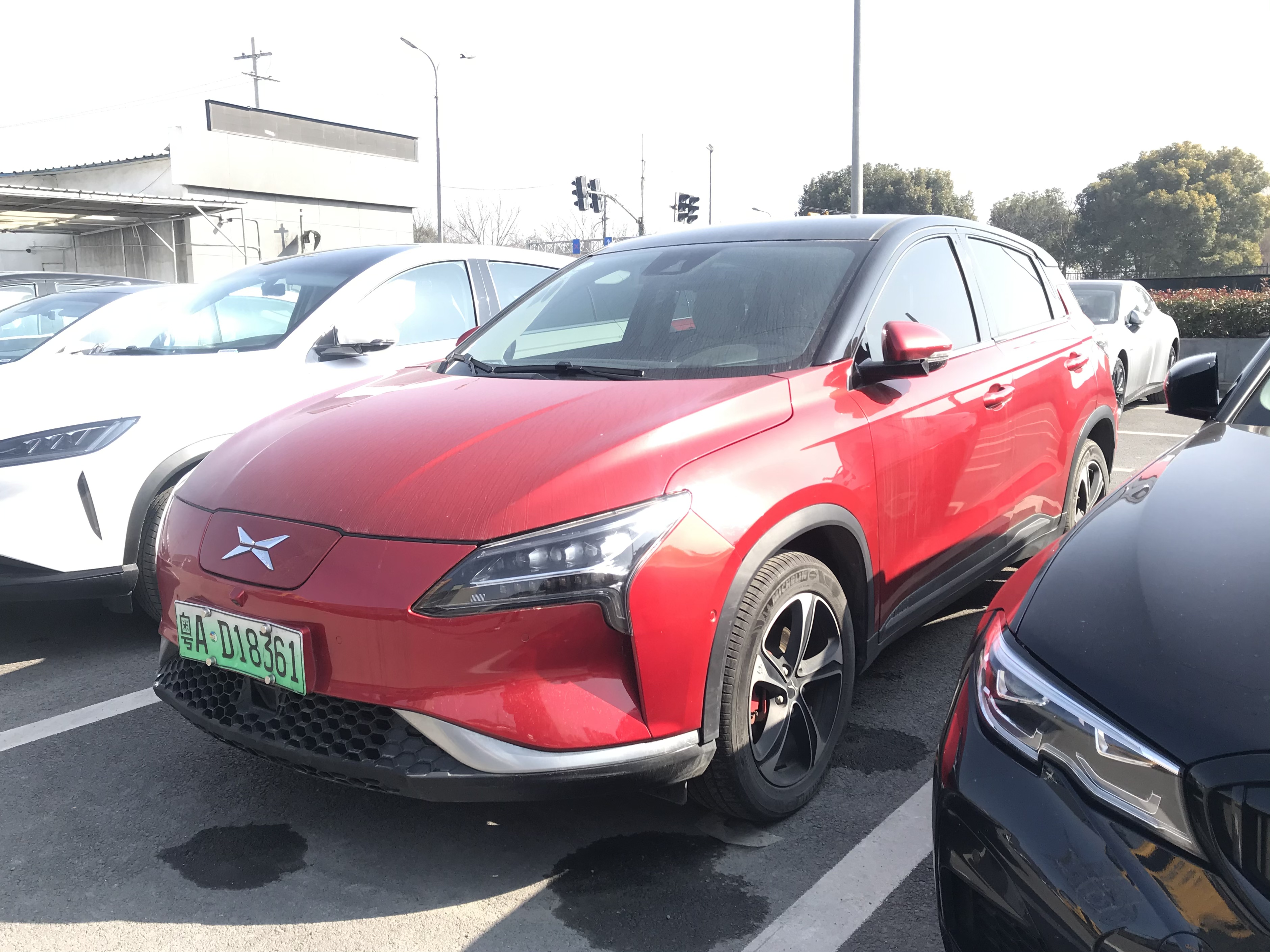
Вид спереду
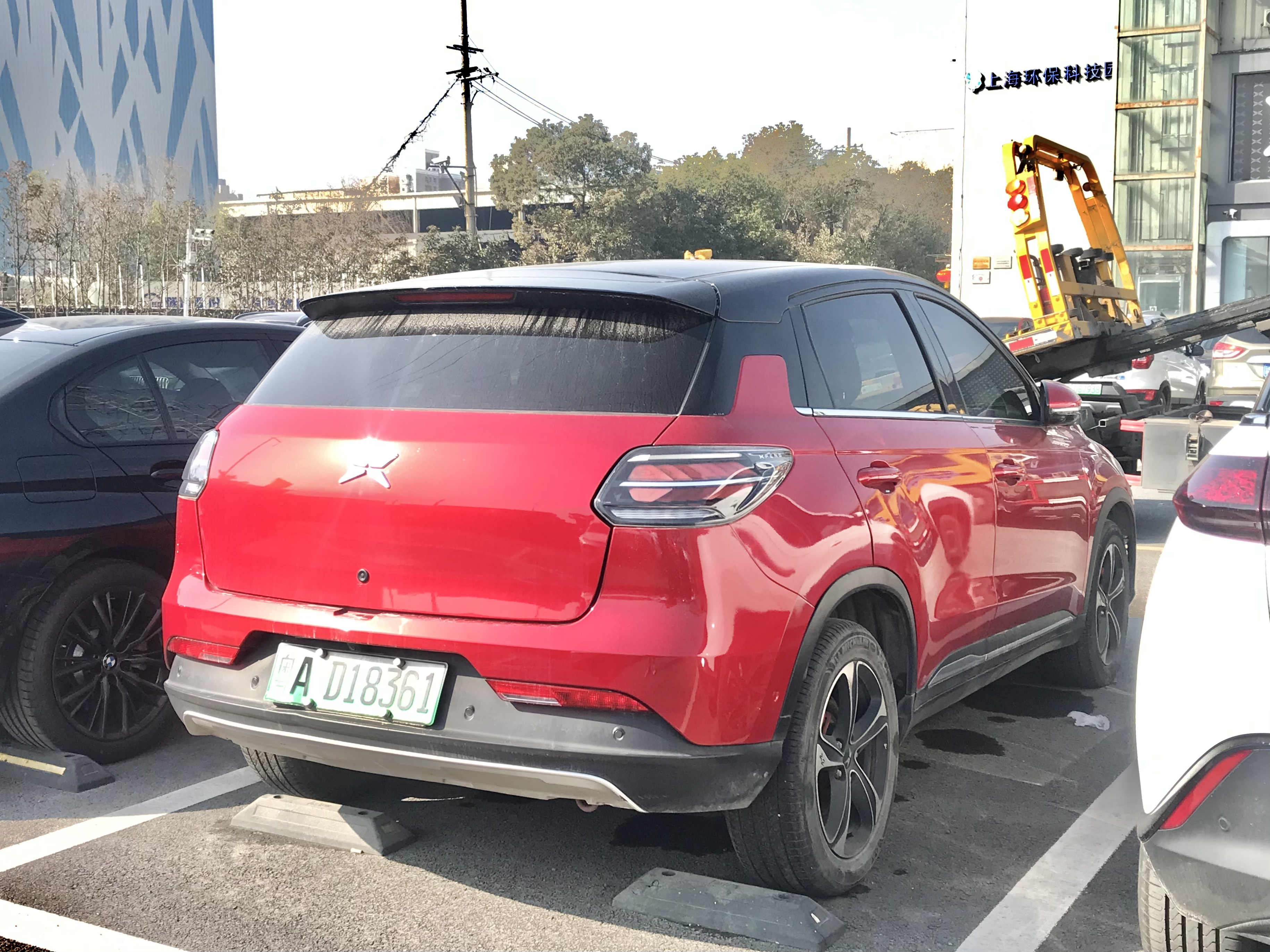
Вид ззаду